# Man and Maid

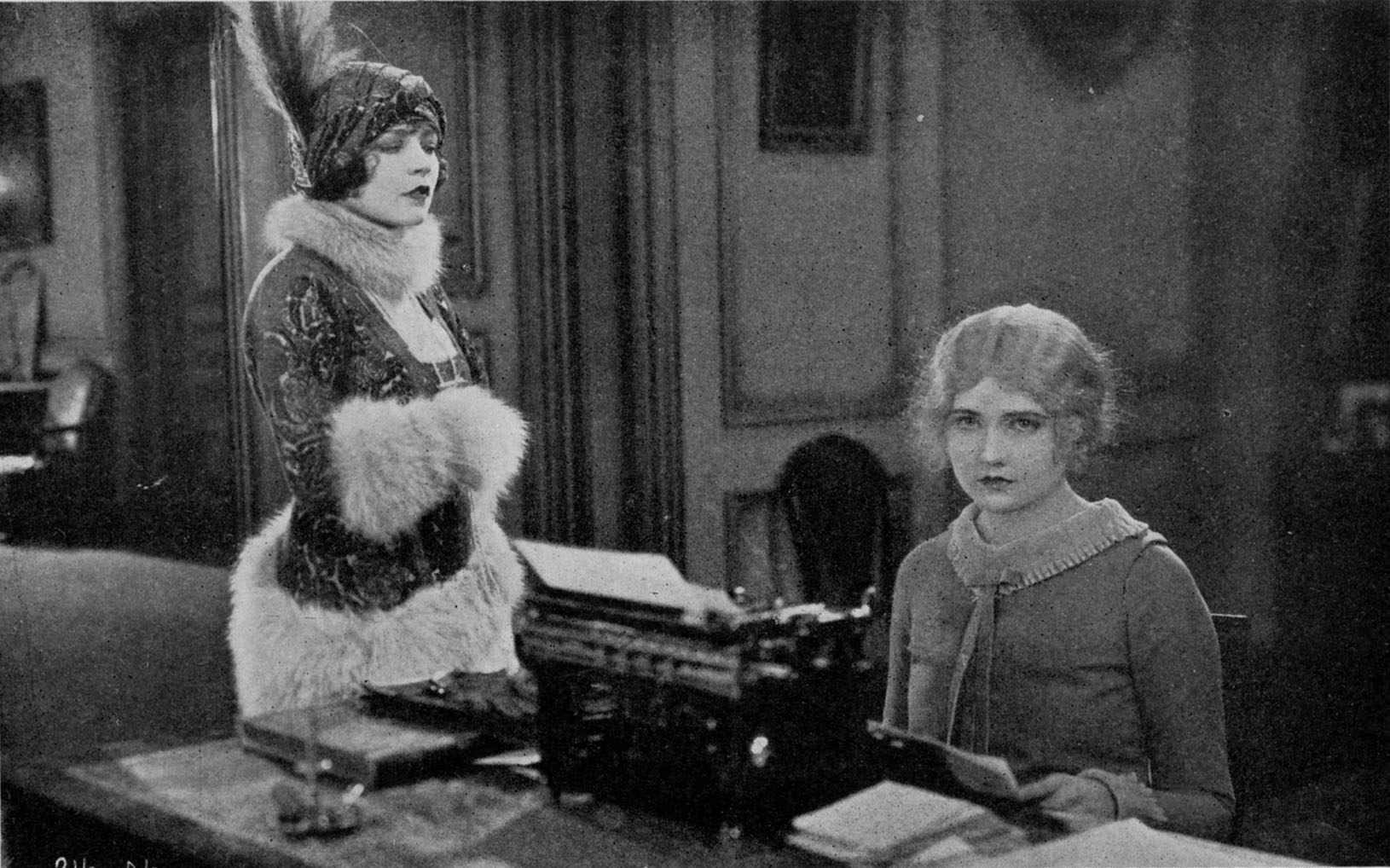
Renée Adorée e Harriet Hammond

Man and Maid (Brasil: O Destino dos Homens ) é um filme de drama mudo norte-americano de 1925, baseado em um romance de Elinor Glyn. O filme foi estrelado por Lew Cody, Renée Adorée e Harriet Hammond.

## Elenco
- Lew Cody - Sir Nicholas Thormonde
- Renée Adorée - Suzette
- Harriet Hammond - Alathea Bulteel
- Paulette Duval - Coralie
- Alec B. Francis - Burton
- Crauford Kent - Coronel George Harcourt
- David Mir - Maurice
- Jacqueline Gadsden - Lady Hilda Buiteel
- Winston Miller - Bobby
- Jane Mercer - Hilda
- Irving Hartley - Atwood Chester